# Université Alderson Broaddus
L’Université Alderson Broaddus (en anglais : Alderson Broaddus University) est une université privée baptiste, située à Philippi (Virginie-Occidentale) aux États-Unis. Elle est affiliée aux Églises baptistes américaines USA.

## Histoire
L'université a été fondée en 1871 à Winchester (Virginie) sous le nom de Broaddus Institute par le pasteur baptiste Edward Jefferson Willis. En 1876, elle a déménagé à Clarksburg (Virginie-Occidentale), puis à Philippi (Virginie-Occidentale) en 1909. En 1917, elle a pris le nom de Broaddus College and Academy. En 1932, elle a fusionné avec l’Alderson Academy pour former le Alderson Broaddus College. En 2013, elle est devenue une université. Pour l'année 2020-2021, elle comptait 863 étudiants.

## Affiliations
Elle est affiliée aux Églises baptistes américaines USA .

## Campus

Burbick Hall
Pickett Library
Kemper-Redd Science Center